# Capitella giardi
Capitella giardi är en ringmaskart som först beskrevs av Mesnil 1897.  Capitella giardi ingår i släktet Capitella och familjen Capitellidae. Arten är reproducerande i Sverige. Inga underarter finns listade i Catalogue of Life.